# Scare Tactics
Scare Tactics (zu Deutsch: Panikmache, Angstmacherei) ist eine Realityshow, in der ahnungslose Teilnehmer erschreckt werden. Erstmals ausgestrahlt wurde die Sendung im April 2003 auf dem US-amerikanischen SciFi-Channel, die letzte Folge lief dort am 1. Januar 2006. In Deutschland lief die Show auf MTV. Produziert wurde Scare Tactics von Hallock & Healey Entertainment.

## Format
Scare Tactics ist eine Versteckte-Kamera-Show. Shannen Doherty, später Stephen Baldwin präsentieren pro Sendung bis zu vier Fälle, in denen jeweils ein oder mehrere unwissende Opfer in furchteinflössende Situationen versetzt werden. Um den Teilnehmern ein realistisches Bild des Schreckenszenarios zu vermitteln, kamen aufwändige Spezialeffekte, Make-up-Effekte und Kostüme zum Einsatz. Lockvögel waren in der Regel Freunde, Verwandte und Schauspieler.
Das unwissende Opfer wurde in der Regel in eine ungewöhnliche Situation gelockt und dort mit erschreckenden Szenarien konfrontiert, zum Beispiel einem menschenfressenden Alien während einer Autopanne auf dem Highway, einer blutüberströmten Leiche in der Badewanne oder ihrem irren Mörder während eines Montageauftrages oder vermeintlich gefährlichen Säuren während Reinigungsarbeiten in einem Labor. Versteckte Kameras dokumentieren die Angst und die Panik des Opfers. Das Szenario endet in der Regel, wenn einer der Schauspieler oder Lockvögel das Opfer fragt: „Are you scared?“ („Hast du Angst?“). Das antwortet daraufhin „Yes!“ („Ja!“) und bekommt dann zu hören „You shouldn’t be, you’re on Scare Tactics“ („Brauchst du nicht, das hier ist Scare Tactics / Panikmache.“)
Um die Dramaturgie der Show künstlich zu erhöhen, wurden im Nachhinein noch zusätzliche Spezialeffekte und Szenen in die Show geschnitten. Während das Opfer zum Beispiel nur hört wie ein Massenmörder ums beziehungsweise durchs Haus schleicht, sind später im Beitrag Szenen zu sehen, wie der Mörder weitere „Opfer“/Lockvögel umbringt.
Zur Sendung wurden zudem zwei DVDs herausgebracht mit dem Titel Best of Scare Tactics I und Best of Scare Tactics II.
Seit Juli 2008 sendet der Sci-Fi-Channel eine dritte Staffel, die von Tracy Morgan gehostet wird.

## Kritik und Klage gegen die Produzenten
In einigen Internet-Diskussionsforen gab es Vermutungen, dass ein Großteil der Opfer ebenfalls Schauspieler sein könnten. Dagegen spricht, dass eines der Opfer, Kara Blanc, im Jahre 2003 Klage gegen die Produzenten einreichte. Sie habe durch die ihr zugefügten Angstzustände seelische Schäden erlitten. Kritiker der Sendung bemängeln, dass einige dieser Schock-Szenarien die Menschenwürde der Opfer verletzten würden, da diese einer unverhältnismäßig starken seelischen Belastung ausgesetzt seien. Aus dem Grund hat die Freiwillige Selbstkontrolle Fernsehen einige der Folgen wegen „Grenzwertigkeit“ als nicht sendefähig eingestuft.

## Folgen
Erste Staffel
1. UFO Abduction, Firing Range, Buried Alive, Camp Kill
2. Bigfoot Attacks, Where’s Shannen?, Flatline, Psycho Hitchhiker
3. Limo in Area 51, Monster in the Closet, Organ Harvest, Disappearing Stripper
4. Clone Attack, Repo Man, Orgy from Hell, Monkey Trouble
5. Meteor Man, Barbershop of Blood, Date with the Devil, Taxi Cab Carnage
6. Lab Spill, Haunted Babysitter, Serial Killer, Hellride
7. Tanning Salon Terror, Cable Killers, Little Girl Psychic, Runaway Corpse
8. Ghost Train, Body in Trunk, Dominatrix for a Day, Desert Monster
9. UFO Trailer Attack, The Cannibal Family, Séance from Hell, Driving the Dead
10. Harsh Reality, Dr. Werewolf, Boy in a Bubble, Virgin Sacrifice
11. Chupacabra Attack, Deadly Secret, Lights Out, Black Magic
12. Hazmat Hell, Surgery Nightmare, Death Lunch, Bad Seed
13. Laboratory Meltdown, Eye Witness, Unborn Clones, Silo Scare
14. Deadly Feast, Fear in the Box, Fear Antics: Psycho, Maniac Cop
15. Killer Clown, Lethal Conversation, Caught on Camera, Demonic Duel
16. Chainsaw Attack, Beastly Breakout, Deadly Hicks, Alien Returns
17. Dangerous Obsession, Web of Evil, Laboratory of Blood, Repo from Hell
18. Security Breach, Taste for Blood, Zombie Grandma, Killer Car
19. Bad Medicine, Killer Queen, Dead Alive, Alien Hunters
20. Massacre Under the House, Unholy Ground, Video Victim, Mask of Death
21. Lethal Touch, Showgirl’s Revenge, Terror Next Door, Bigfoot Returns
22. Home Invasion, Demonic Possession, Fatal Beauty, The Hunted

Zweite Staffel
1. Rage from the Cage, Killer Bees, Bring Out the Gimp, Grave Robbers
2. Street Justice, That’s Not Santa, Freaks Come Out at Night, Possessed Office
3. Gorilla with a Fist, Regression Aggression, Fear Antics: Mandroid’s Revenge, Flowers for My Lady
4. What’s in the Box?, Stakeout, Shocker, Radio Daze
5. Brother’s Keeper, Cult Compound Crackdown, Revenge of the Switchhiker, Drug Ring Sting
6. Toilet Full of Scary, Desert Cult Trailer Attack, Wrath of the Mummy, Juvenile Justice
7. Slaughterhouse of Horror, Porn Dorm Massacre, Desert Ritual, Walk-in Portal
8. Wired for Revenge, Shave and a Headcut, Summon the Demon, Fear Antics: Hotel Hell
9. Motor Psychos, Attack of the Rat Monster, I Me Minefield, There Are Men Coming Here to Kill Me
10. Piranhas in the Pond, Chambermaid of Horror, Shotgun Wedding, Critters
11. If I Only Had Your Brain, Open the Pod Bay Door, Wired, Fear Antics: Room With a View
12. Power Outrage, License to Drive, Wolfman Tells Campfire Stories, The Bagman
13. Backwoods Booby Trap, Demon’s List, Newest Mental Patient, Mob Morgue
14. For Whom the Bridge Trolls, Party Forever (Parts 1 & 2), Burned Alive
15. Drone Helicopter, Fed-Execution, Girl in a Blood-Soaked Dress, Dr. Jekyll & Mr. Hyde
16. Unsafe, Eye of the Beholder, Tastes Like Chicken, Meet My Psycho Girlfriend
17. Bedridden but Deadly, The Set Up (Parts 1 & 2), Lost and Found
18. Pond Creature, Carface, Moonshine Mountain, Rubbed the Wrong Way
19. Car Wash, Fear Antics: Running Man, Gimme a Hand, Spa of Death
20. The Blob, Road Rage, Strip Club, Man of the Haunted House
21. n/a
22. Alien House Call, Hackman Attacks, Final Entry, Hannah’s Abduction

Dritte Staffel
1. Satan’s Baby, Wood; Chipper, Psychic, Black Project
2. 3:10 to Hell, Patient's Rage, Fire Starter, Affection
3. Genie in a Beer Bottle, Vampire Spa, Escaped Mental Patient, Alien Eggs
4. Psycho in a Box, Cheaters of Death, Welcome to the Neighborhood, Ice Man
5. When White Noise Attacks, Phantom Power, Walled Off, Paralyzed With Fear
6. The Screaming Room, Death Bed and Breakfast, Little Person, Big Kill, Welcome to the Dollhouse
7. Frankenstein’s Basement of Terror, Who’s Your Dead Daddy?, Wired for Fear, Pool of Blood
8. Taxi Cab Carnage, Alien Consortium, Double Trouble Clone, Junkyard Showdown
9. Home Video Horror, Last Will and Testament, Voodoo Vixen, Assassin’s Apprentice
10. When the Larvae Breaks, To Catch a Predator, Curse of the Samurai, Pickled to Death
11. Big Scoop of Scary, Home Invasion, Healer/Killer, Coffin Refill
12. Blood Bath, Meteor Virus, Carmageddon, Welcome to the Dollhouse 2
13. Satan’s Baby Returns, Screaming Room 2, Barbershop of Blood 2, Junkyard Showdown 2
14. Basket Case, Human Stew, Web of Lies, Breakdown
15. Ghoul Bus, Criminal’s Rage, Killer’s Hideout, Psycho Kid
16. Channeling the Dead, Black Project 2, Zombie Testing, A Quick Bite
17. 28 Minutes Later, Nightmare Session, Zig the Clown, Paranormal Radio Show
18. Ranger Danger, Mistaken Identity (Parts 1 & 2), The Doctor’s Trip
19. The Collector, Cleansing the House, Finding the Truth, Psycho Dance
20. Toxic Shock, The Pimp, Female Serial Killer, Can I Have a Kiss?
21. Tow Truck Killers, Radioactive Tanning, Mental Patient’s Drug Overdose, Cannibal Party
22. Ghoul Bus 2, Wrong Identity, Nightmare Motel, Criminal’s Second Rage
23. Dying to Kill!, Big Phantom Power, Re-hatched Alien Eggs, Old Man of Death

Vierte Staffel
1. It’s My Party, The Squatters, Fraud Stick-Up, Crop Circle Showdown
2. No Pain No Brain, Communicating With the Ghosts, The Freak Show, Blood on the Cosmos
3. Killing Rosemary’s Baby, Human Auction, Look in the Sky, Show and Hell
4. Vampire Stakeout, Mind Killer, Wine to Die For, Grandpa Has Returned
5. Life’s a Witch, Revenge of the Werewolf, Alien Babysitter, Organ Harvesting Facility
6. Alien Road Block, Lend Me a Hand, Black OPTS, Murderer Still at Large
7. Valet Violence, Cursed Book, Possessed Farm, Demon Doll
8. Tracy the Tour Guide, Into the Mist, Horror on the Horror Set, Death from Above
9. Uh Oh! It’s Maggots, Ultimate Alien Fighter, Fountain of Youth, He Shoots He Spores
10. If These Walls Could Bleed, Size Splatters, Zombie Town, Truthisodes
11. Chill Out, Reptile Creature Revolt, Gang Green Thumb, Scary Development
12. Hot Under the Collar, Insanity Virus, No Asylum, Voo Doo You Love?
13. Buzz Kill, Electrocutie, Ouija Sitter, Snakes in a Drain